# Jana Rázlová
Jana Rázlová (ur. 15 listopada 1974 w Libercu) – czeska biegaczka narciarska, złota medalistka mistrzostw świata juniorów.
W 1994 roku wystąpiła na mistrzostwach świata juniorów w Breitenwang, gdzie zdobyła złoty medal w sztafecie. Zajęła tam ponadto 26. miejsce w biegu na 15 km stylem dowolnym i 32. miejsce w biegu na 5 km techniką klasyczną. W tym samym roku wystąpiła na igrzyskach olimpijskich w Lillehammer, gdzie jej najlepszym wynikiem było 42. miejsce na dystansie 30 km stylem klasycznym. Nigdy nie wystąpiła na mistrzostwach świata. W Pucharze Świata zadebiutowała 21 grudnia 1993 roku w Toblach, zajmując 78. miejsce w biegu na 15 km stylem klasycznym. Mimo kilkukrotnych startów w zawodach tego cyklu nigdy nie zdobyła punktów.

## Osiągnięcia

### Igrzyska olimpijskie
| Miejsce | Dzień     | Rok  | Miejscowość | Konkurencja             | Czas biegu | Strata   | Zwyciężczyni     |
| ------- | --------- | ---- | ----------- | ----------------------- | ---------- | -------- | ---------------- |
| 55.     | 15 lutego | 1994 | Lillehammer | 5 km stylem klasycznym  | 14:08,8    | +2:30,9  | Lubow Jegorowa   |
| 52.     | 17 lutego | 1994 | Lillehammer | 5+10 km pościgowy       | 41:38,9    | +8:08,6  | Lubow Jegorowa   |
| 42.     | 24 lutego | 1994 | Lillehammer | 30 km stylem klasycznym | 1:25:41,6  | +10:59,3 | Manuela Di Centa |

### Mistrzostwa świata juniorów
| Miejsce | Dzień       | Rok  | Miejscowość | Konkurencja            | Wynik     | Strata  | Zwyciężczyni     |
| ------- | ----------- | ---- | ----------- | ---------------------- | --------- | ------- | ---------------- |
| 32.     | 26 stycznia | 1994 | Breitenwang | 5 km stylem klasycznym | 16:20,2   | +1:11,0 | Irina Składniewa |
| 1.      | 28 stycznia | 1994 | Breitenwang | Sztafeta 4 × 5 km      | 1:06:19,6 | -       | -                |
| 26.     | 30 stycznia | 1994 | Breitenwang | 15 km stylem dowolnym  | 41:53,5   | +4:29,6 | Julija Czepałowa |

### Puchar Świata

#### Miejsca w klasyfikacji generalnej
- sezon 1993/1994: -
- sezon 1994/1995: -
- sezon 1995/1996: -

#### Miejsca na podium
Rázlová nigdy nie stała na podium zawodów PŚ.